# Porcellidium tuberculatum
Porcellidium tuberculatum is een eenoogkreeftjessoort uit de familie van de Porcellidiidae. De wetenschappelijke naam van de soort is voor het eerst geldig gepubliceerd in 1906 door Wolfenden.